# یواس‌اس واچمن (ای‌جی‌آر-۱۶)
یواس‌اس واچمن (ای‌جی‌آر-۱۶) (به انگلیسی: USS Watchman (AGR-16)) یک کشتی بود که طول آن 441' بود. این کشتی در سال ۱۹۴۵ ساخته شد.